# 天囷三
鯨魚座λ，又名BD+08 455，HD 18604、SAO 110889、HR 896，是鯨魚座的一颗恒星，视星等为4.7，位于銀經168.21，銀緯-42.41，其B1900.0坐标为赤經2h 54m 21.2s，赤緯+8° -42.41′ 32″。